# Avi Kaplan
Avriel "Avi" Benjamin Kaplan (Visalia, Califórnia, 17 de abril de 1989) é um cantor, compositor e músico estadunidense. É conhecido por sua distintiva voz de baixo e por sua participação no grupo a capella Pentatonix de 2011 a 2017. Juntamente com Kevin Olusola, aceitaram se juntar a Scott Hoying, Kirstie Maldonado e Mitch Grassi para formarem uma banda a competir na competição de canto NBC The Sing-Off. Desde então, passou a trabalhar e fazer turnês com Pentatonix, influenciando as canções com o seu tom baixo.

## Precedentes
Avi Kaplan é originalmente da pequena cidade de Visalia, na Califórnia, mas mudou-se para Upland, também na Califórnia, no ano de 2007 para estudar em Mt. San Antonio College, na cidade de Walnut.

## Biografia
Avi Kaplan é um estudante aficionado de música clássica, além de tocar violão, compor músicas e organizar corais e a capella. Nativo da Califórnia, Avi mudou-se para Walnut em 2007 para estudar no Mt. San Antonio College, conhecido mundialmente por sua tradição em ensinos de corais e a capella. Em 2008, se juntou ao Fermata Nowhere, um grupo a capella enérgico de homens e mulheres advindos de um colégio comunitário, que passou a ganhar prestígio, em primazia, do congresso ICCA. Kaplan recebeu o prêmio de "Melhor Seção de Ritmo", no primeiro ano em que o congresso incluía este prêmio. Antes da vitória de Avi, o prêmio era nomeado de "Melhor Percussionista Vocal". No seu terceiro ano escolar, Avi juntou-se ao Sincopation, um conjunto premiado de jazz que venceu o Monterey Jazz Festival Competition em seu primeiro ano de vigência. Além disso, atuou em vários locais do mundo, incluindo o Lincoln Center, em Nova York e o Carnegie Hall.
Avi tem uma irmã mais velha, Esther Kaplan, que também é gerente de turnês do Pentatonix, e um irmão mais velho, Joshua, que se encontra no Iraque. Ele valoriza sua família, mencionado-a em várias entrevistas. A religião judaica de Avi fez com que ele sofresse bullying durante os tempos de escola. O seu nome e sobrenome são tradicionalmente judeus. Seu gênero musical predileto é country.

## Pentatonix
Enquanto planejavam a audição para o The Sing-Off, Mitch e Kirstie foram aconselhados a adicionar um baixo e um beatbox no grupo. Scott tinha um amigo em comum com Avi e isso possibilitou o contato entre os dois.